# ザック・ブリットン (捕手)
ザカリー・タイラー・ブリットン（Zachary Tyler Britton, 1998年9月9日 - ）は、 アメリカ合衆国インディアナ州ベイツビル出身のプロ野球選手（捕手、外野手）。右投左打。MLBのトロント・ブルージェイズ傘下所属。

## 経歴
2020年のMLBドラフト5巡目（全体136位）でトロント・ブルージェイズから指名され、プロ入り。この年はCOVID-19の影響でマイナーリーグの試合が開催されなかったため、公式戦の出場は無かった。
2021年、A級ダニーデン・ブルージェイズでプロデビュー。79試合に出場して打率.225、7本塁打、35打点、5盗塁を記録した。
2022年はA+級バンクーバー・カナディアンズとAA級ニューハンプシャー・フィッシャーキャッツでプレーし、2球団合計で76試合に出場して打率.238、10本塁打、33打点、10盗塁を記録した。オフにはアリゾナ・フォールリーグに参加し、ソルトリバー・ラフターズに所属した。

## プレースタイル
打撃フォームはレッグキックが小さく、バットスイングの速さも評価されている。守備では捕手としては平均的なポップタイムを計測するが、肩自体は平均より下回る。外野手としては両翼が適していると言われる。